# Bobby Joe Morrow
Robert Joseph Morrow, conegut com a Bobby Joe Morrow   (Harlingen, 15 d'octubre de 1935 - San Benito, 30 de maig de 2020) fou un atleta estatunidenc, guanyador de tres medalles olímpiques d'or. Va ser un dels sprinters dominants de la dècada de 1950 i el velocista més relaxat de tots els temps, encara més que el seu heroi Jesse Owens.

## Biografia
Morrow va néixer a Harlingen, Texas, el 15 d'octubre de 1935, i es va criar en una granja de cotó i pastanaga als afores de San Benito, Texas. Abans de fer-se velocista, Morrow va jugar a futbol a l'institut San Benito. Morrow també va ser velocista a la Universitat Cristiana d'Abilene, i es va convertir en membre del club masculí Frater Sodalis el 1955.
El 1955, amb només 19 anys, es va proclamar per primera vegada campió nord-americà dels 100 metres. La seva temporada més exitosa va ser el 1956, quan va ser nomenat Esportista de l'Any per la revista Sports Illustrated. Abans dels Jocs Olímpics de Melbourne va revalidar el títol nacional dels 100 metres, i va aconseguir guanyar en 100 i 200 metres a les proves de classificació del seu país per als Jocs, celebrades a Los Angeles, igualant a més els rècords mundials a les dues proves, amb 10,2 i 20,6 respectivament.
Als Jocs de Melbourne, celebrats a finals de novembre, va guanyar tres medalles d'or a les tres proves en què va participar: 100, 200 i relleus 4 x 100 metres. A la prova de relleus els nord-americans van batre el rècord mundial amb 39,5 i el quartet el formaven per aquest ordre Ira Murchison, Leamon King, Thane Baker i el mateix Morrow. Aquest any va ser escollit Esportista masculí de l'any per la revista Sports Illustrated.
Després dels Jocs va continuar competint a bon nivell durant un temps. El 1958 va guanyar els títols nacionals de 100 i 200 metres. Es va retirar el 1960 després de no aconseguir classificar-se per als Jocs Olímpics de Roma.
Després de la seva retirada va treballar com a granger i comerciant majorista. Morrow es va casar amb Jo Ann Strickland, a qui va conèixer a l'escola secundària, en el que es va descriure com un matrimoni de conte de fades. Es van mudar a Odessa i després a Houston, on va reiniciar la seva carrera a la banca que havia deixat en espera per entrenar per als Jocs Olímpics del 1960 a Roma. Itàlia. Es van divorciar al voltant de 1968. Posteriorment es va mudar a Ohio, on va conèixer i es va casar amb Judy. Va morir als vuitanta-quatre anys el 29 o el 30 de maig de 2020 al seu domicili a San Benito (Texas) per causes naturals.

## Carrera esportiva
L'any 1955, als 19 anys, aconseguí proclamar-se campió nacional dels 100 metres llisos, i als Jocs Olímpics d'Estiu de 1956 realitzats a Melbourne (Austràlia) va aconseguir guanyar la medalla d'or en les proves dels 100 metres llisos, 200 metres llisos i relleus 4x100 metres llisos, establint en aquesta última prova un nou rècord del món amb un temps de 39.5 segons. Aquell mateix, per aquests fets, fou escollit millor esportista de l'any per la revista Sports Illustrated.
Es retirà de la competició l'any 1960, després de poder-se classificar pels Jocs Olímpics d'estiu de 1960 realitzats a Roma (Itàlia).

## Rècords mundials
Bobby Morrow va establir diversos rècords mundials oficialment reconeguts:
- 100 iardes : 9.3 s marcat el 14 de juny de 1957 a Austin
- 100 metres: 10.2 s marcat el 19 de maig de 1956 a Houston
- 100 metres: 10.2 s marcat el 22 del 22 de juny de 1956 a Bakersfield
- 100 metres: 10.2 s marcat el 29 de juny de 1956 a Los Angeles
- 200 metres: 20.6 s marcat el 27 de novembre de 1956 a Melbourne
- 4 × 100 metres: 39.5 s marcat l'1 de desembre de 1956 a Melbourne amb Ira Murchison, Leamon King, Walter Thane Baker i Bobby Morrow (posta dels Estats Units)
- 4 × 110 iardes: 39.9 s marcat l'11 de maig de 1957 a Fresno amb Waymond Griggs, William Woodhouse, James Segrest i Bobby Morrow (posta de l'Abilene Christian College)
- 4 × 110 iardes: 39.7 s marcat el 31 de maig a Modesto amb Waymond Griggs, William Woodhouse, James Segrest i Bobby Morrow (posta de l'Abilene Christian College)
- 4 × 220 iardes: 1:24.0 min marcat el 26 de maig de 1956 a Modesto amb Don Conder, William Woodhouse, James Segrest i Bobby Morrow (posta de l'Abilene Christian College)
- 4 × 220 iardes: 1:23.8 min marcat el 5 de desembre de 1956 amb Leamon King, Andy Stanfield, Walter Thane Baker i Bobby Morrow (posta dels Estats Units)
- 4 × 220 iardes: 1:22.6 min marcat el 31 de maig de 1958 a Modesto amb William Woodhouse, James Segrest, George Peterson i Bobby Morrow (posta de l'Abilene Christian College)

## Reconeixements
Bobby Morrow va ser elegit Atleta de l'Any dels Estats Units per les seves tres victòries olímpiques el 1956. Va ser el primer velocista després de Jesse Owens el 1936, qui va aconseguir una doble victòria en les dues distàncies de veu, locitat als Jocs Olímpics, després d'això només ho va tornar a aconseguir el 1972 Valery Borsow. Amb una alçada d'1,86 mi un pes de competició de 75 kg, Morrow era força fort per ser un velocista de l'època i, encara que no va establir un nou rècord mundial en distàncies individuals, va guanyar totes les competicions importants. A més dels seus títols olímpics i de l'AAU el 1956, també va guanyar els campionats de 100 iardes de l'AAU de 1955 i 1958 i el títol de 220 iardes de 1958.
El 1984, l'historiador esportiu nord-americà Bill Mallon va descriure Bobby Morrow com «sens dubte el millor velocista blanc de tots els temps». Per descomptat, és difícil comparar els èxits de Bobby Morrow amb els èxits d'Archie Hahn o Percy Williams abans que ell, o Valery Borsow o Pietro Mennea després d'ell. Però si l'afirmació de Mallon és vàlida fins al 1984, també ho és avui, perquè des de Mennea cap velocista blanc no ha estat el millor velocista del món de la seva època.
A l'octubre de 2006, la San Benito High School va nomenar la seva nova instal·lació esportiva de 12.000 seients a San Benito, utilitzat per al futbol americà i el futbol, Bobby Morrow Stadium. Morrow va estar present per ajudar a dedicar la nova instal·lació. Va ser inclòs al Saló Nacional de la Fama de l'Atletisme el 1989 i al Saló de la Fama dels Entrenadors d'Atletisme de Texas el 2016.

## Llegat
L'octubre de 2006, l'escola secundària de San Benito va anomenar Bobby Morrow Stadium a la seva nova instal·lació esportiva de 12.000 places a San Benito, utilitzada per al futbol. Morrow va estar disponible per ajudar a dedicar la nova instal·lació. Va ser inclòs al National Track and Field Hall of Fame el 1989 i al Texas Track and Field Coaches Hall of Fame el 2016 i al Texas Athletic Trainers Hall of Fame el 2016.

## Vida personal

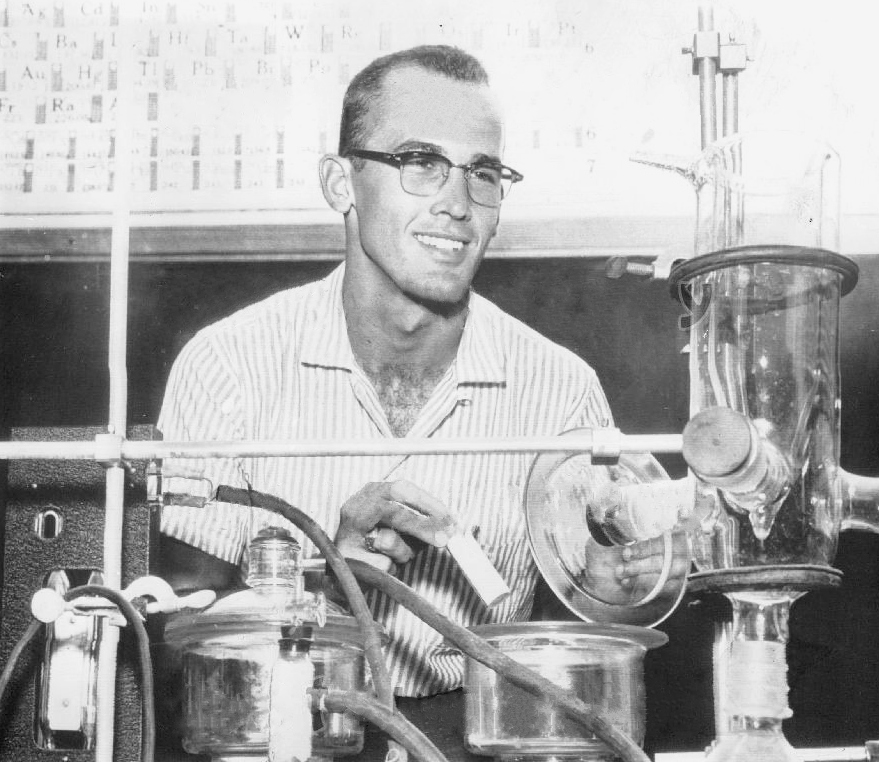
Morrow en un laboratori de química de la universitat. el 1956

Morrow estava casat amb Jo Ann Strickland, a qui va conèixer l'escola secundària, en el que es va descriure com un matrimoni de conte de fades. Es van traslladar a Odessa, i més tard a Houston, on va reiniciar la seva carrera a la banca que havia posat en suspens per entrenar-se per als Jocs Olímpics de 1960. Es van divorciar al voltant de 1968. Posteriorment es va traslladar a Ohio, on va conèixer i es va casar amb Judy.
Morrow va morir per causes naturals el 30 de maig de 2020 a la seva casa de Harlingen, Texas, a l'edat de 84 anys.